# Паганини, Никколо
Никко́ло́ Пагани́ни (итал. Niccolò Paganini; 27 октября 1782, Генуя, Генуэзская республика — 27 мая 1840, Ницца, Сардинское королевство) — итальянский скрипач-виртуоз, композитор.

## Биография

### Ранние годы
Никколо Паганини был третьим ребёнком в семье Антонио Паганини (1757—1817) и Терезы Боччардо, имевших шестерых детей. Его отец был одно время грузчиком, позднее имел лавку в порту, а при переписи населения Генуи, выполненной по приказу Наполеона, назван «держателем мандолин».
Когда мальчику исполнилось пять лет, отец, заметив способности сына, начал учить его музыке сначала на мандолине, а с шести лет — на скрипке. По воспоминаниям самого музыканта, отец строго наказывал его, если он не проявлял должного прилежания, и это впоследствии сказалось на его и без того слабом здоровье. Однако Никколо сам всё более увлекался инструментом и усердно работал, надеясь найти ещё неизвестные сочетания звуков, которые удивили бы слушателей.
Мальчиком он написал несколько произведений (не сохранились) для скрипки, которые были трудны, однако сам он их успешно исполнял. Вскоре отец Никколо отправил сына на обучение скрипачу Джованни Черветто (Giovanni Cervetto). Сам Паганини никогда не упоминал, что учился у Черветто, однако его биографы, например Фетис, Джервазони, упоминают этот факт. С 1793 года Никколо стал регулярно играть на богослужениях в генуэзских церквях. В то время в Генуе и Лигурии сложилась традиция исполнять в церквях не только духовную, но и светскую музыку. Однажды его услышал композитор Франческо Ньекко (Francesco Gnecco), который взялся консультировать юного музыканта. В том же году он прошёл обучение у Джакомо Коста, пригласившего Никколо играть в соборе Сан Лоренцо, капельмейстером которого он был. Неизвестно, посещал ли Паганини школу, возможно читать и писать он научился позднее. В его письмах, написанных в зрелом возрасте, встречаются орфографические ошибки, однако он обладал некоторыми познаниями в литературе, истории, мифологии.
Первый публичный концерт Никколо дал 31 июля 1795 года в генуэзском театре Сант-Агостино. Сборы от него предназначались на поездку Паганини в Парму для обучения у знаменитого скрипача и преподавателя Алессандро Ролла. В концерт было включено сочинение Никколо «Вариации на тему Карманьолы», вещь, которая не могла не понравиться генуэзской публике, в то время настроенной профранцузски. В этом же году меценат маркиз Джан Карло Ди Негро отвёз Никколо и его отца во Флоренцию. Здесь мальчик исполнил свои «Вариации…» скрипачу Сальваторе Тинти, который, по словам первого биографа музыканта Конестабиле, был поражён невероятным мастерством юного музыканта. Концерт, данный Никколо во флорентийском театре, позволил собрать недостающие средства для поездки в Парму. В тот день, когда отец и сын Паганини посетили Ролла, последний был болен и не собирался никого принимать. В комнате рядом со спальней больного на столе лежали ноты концерта, написанного Ролла, и скрипка. Никколо взял инструмент и сыграл с листа произведение, созданное накануне. Удивлённый Ролла вышел к гостям и, увидев, что его концерт играет мальчик, заявил, что уже не может ничему научить его. По словам композитора, Паганини следовало обратиться за консультациями к Фердинандо Паэру (Ferdinando Paer). Паэр, занятый постановками опер не только в Парме, но и во Флоренции и Венеции, не имея времени для уроков, рекомендовал юного скрипача виолончелисту Гаспаре Гиретти. Гиретти давал Паганини уроки гармонии и контрапункта, в пору этих занятий Никколо под руководством учителя сочинил, используя лишь перо и чернила, «24 четырёхголосные фуги». Осенью 1796 года Никколо вернулся в Геную. Здесь, в доме маркиза Ди Негро, Паганини исполнил по просьбе находившегося в концертном турне Родольфа Крейцера с листа сложнейшие пьесы. Знаменитый скрипач был поражён и «предсказал необычайную славу этому юноше».
В начале 1797 года Паганини со своим отцом предпринял первое концертное путешествие, в их маршрут были включены Милан, Болонья, Флоренция, Пиза, Ливорно. В Ливорно Никколо дал не много концертов, остальное время он посвятил совершенствованию своей техники и занимался самостоятельно без преподавателей. По его словам, в этом городе он написал музыку для фагота по просьбе шведского музыканта-дилетанта, жаловавшегося на отсутствие трудных произведений для этого инструмента. Из-за военных действий гастроли пришлось прервать, Паганини вернулся в Геную, а вскоре, вместе со всей семьёй, уехал в принадлежавший отцу дом в долине Польчевера. Здесь он занялся совершенствованием исполнительского и композиторского мастерства. Паганини придумал для себя и выполнял сложные упражнения, подобные упражнениям скрипача XVII века Вальтера. Взяв на вооружение приёмы мастеров прошлого, Паганини неустанно совершенствовался в исполнении переходов, стаккато, пиццикато (в том числе в гаммах, простых и двойных трелях и флажолетах), необычных аккордов, диссонансов, стремился к верному извлечению звуков при самой высокой скорости. Он выполнял упражнения много часов в день до полного изнеможения.

### Начало самостоятельной карьеры. Лукка
В 1801 году опека отца над Паганини была прекращена. Свою концертную деятельность он возобновил ещё в декабре 1800 года в Модене. Известность его как выдающегося скрипача росла необычайно. Осенью 1801 года он приехал в Лукку. Два выступления Паганини в луккском соборе были с восторгом приняты публикой. В местном рукописном журнале «Луккская литературная смесь» Паганини, названному «генуэзским якобинцем», воздавалось должное как мастеру, однако автор сообщения с неодобрением указывал, что в соборе не место имитации птичьего пения, звука флейты, рожка, трубы, так поразившей собравшихся, что «все смеялись, восхищаясь мастерством и свободным владением инструментом». В декабре 1801 года Паганини получил должность первой скрипки Луккской республики. В этом городе он провёл несколько лет. По словам сына композитора Доменико Куиличи, Бартоломео, Паганини в Лукке занимался также преподавательской деятельностью и работал с музыкантами оркестра. С луккским периодом связано, вероятно, самое серьёзное любовное увлечение Паганини. Знатная дама, имя которой музыкант скрывал всю жизнь, уединилась вместе с ним в своём тосканском поместье. Паганини прожил там три года, занимаясь сельским хозяйством. В годы затворничества он пристрастился к игре на гитаре и написал 12 сонат для этого инструмента и скрипки (Op. 2 и 3). По воспоминаниям самого Паганини, первое время самостоятельной жизни кроме страсти к женщинам, им владела любовь к карточной игре. Часто он проигрывал всё, и «только моё собственное искусство могло спасти меня», но он сумел отказаться от азартных игр и более никогда не прикасался к картам. Ненадолго Паганини покинул Лукку и вернулся в Геную. Обратно в Тоскану его пригласила Элиза Бонапарт, ставшая, благодаря своему брату, княгиней Пьомбино, Лукки, Массы, Каррары и Гарньяфо. Паганини получил титул «придворного виртуоза» и одновременно был назначен капитаном личной гвардии княгини. За небольшое жалованье он исполнял обязанности личного музыканта княгини, дирижировал спектаклями, регулярно устраивал концерты и давал уроки игры на скрипке князю. По признанию самого Паганини, у него в то время был роман с Элизой.

### 1808—1812 годы. Турин, Флоренция
В 1808 году Паганини получил длительный отпуск и отправился с концертами по Италии. Постепенно у него сформировалась своя собственная, отличная от других скрипачей, исполнительская манера. Известность ему принесли его необычный вид и поведение во время концертов. Залы на его выступлениях заполняли не только ценители высокого искусства, но и публика, привлечённая внешними эффектами и невероятными приёмами игры, которые демонстрировал Паганини. Он держал себя подчёркнуто загадочно и вначале не пресекал распространение о себе самых фантастических слухов. Перед одним из концертов в Ливорно он поранил ногу и, прихрамывая, вышел на сцену. В зале раздались смешки, а когда с пюпитра упали свечи, они переросли в дружный хохот. Паганини, сохраняя невозмутимый вид, заиграл, однако неожиданно на скрипке лопнула струна, не останавливаясь он продолжал концерт и сорвал бурные аплодисменты. Для него не было в новинку играть не только на трёх, но и на двух, и даже на одной струне. Так, во время службы при дворе Элизы Бонапарт он написал и исполнял пьесу «Любовная сцена» для струн ля и ми, а позднее, ко дню рождения императора — сонату для струны соль «Наполеон». Некоторое время Паганини провёл при туринском дворе Полины Бонапарт. Здесь он подружился с музыкальным распорядителем княгини Боргезе Феличе Бланджини (Blangini). Бланджини стал одним из самых горячих поклонников Паганини. В одном из писем друзьям в Париж он так отзывается о Никколо: 
«Никто не в силах выразить словами очарование, которое вызывает его благородное исполнение. Никто никогда не смел даже мечтать о том, что можно наяву услышать нечто подобное. Когда смотришь на него, слушаешь его, невольно плачешь или смеёшься, невольно думаешь о чём-то сверхчеловеческом. С другими скрипачами у него общее только скрипка и смычок».
 Во второй половине 1808 года Паганини по приглашению Элизы Бонапарт приехал во Флоренцию. Луиджи Пиккьянти (Luigi Picchianti) рассказал первому биографу Паганини Конестабиле о произошедшем в пору пребывания музыканта во Флоренции случае, в полной мере демонстрирующем его исключительное мастерство. Паганини должен был исполнить в доме одного из придворных под аккомпанемент на рояле «Сонату» Гайдна. Музыкант сильно задержался, а, когда пришёл, не заставляя более ждать слушателей, начал играть, не проверив строй скрипки. Он играл великолепно, вводя по собственному усмотрению импровизированные фиоритуры. После первой части произведения Паганини обнаружил, что «ля» на скрипке отличается от «ля» на рояле на целый тон. Прекрасно разбиравшийся в музыке Пиккьянти, по собственному признанию, был поражён: Паганини для верного исполнения «Сонаты» при таком произвольном настрое скрипки должен был мгновенно переделать всю аппликатуру, слушатели же ничего не заметили.
В конце 1812 года он оставил тяготившую его придворную службу и покинул Флоренцию.

### Заграничные гастроли
Около 1813 года музыкант присутствовал в «Ла Скала» на одном из представлений балета Вигано-Зюсмайера «Орех Беневенто». Вдохновившись сценой безудержной пляски колдуний, поразившей его воображение, Паганини написал сочинение, ставшее одним из самых знаменитых в его творчестве — «Ведьмы», вариации на тему балета «Орех Беневенто» для скрипки с оркестром (Вариации на четвёртой струне).
Премьера произведения состоялась на его сольном концерте в «Ла Скала» 29 октября 1813 года. Миланский корреспондент лейпцигской музыкальной газеты сообщил, что публика была глубоко потрясена: вариации на четвёртой струне настолько изумили всех, что музыкант повторил их по настоятельному требованию публики. Вслед за тем Паганини в течение шести недель дал одиннадцать концертов в «Ла Скала» и в театре «Каркано», и вариации под названием «Ведьмы» имели неизменно особый успех.
Слава Паганини возросла после путешествия по Германии, Франции и Англии. Музыкант везде пользовался огромной популярностью. В Германии он купил титул барона, который передавался по наследству.
27 декабря 1808 года в масонской ложе Великого востока Паганини исполнил масонский гимн, написанный им на слова Ланчетти. В протоколах ложи подтверждено масонство Паганини.
В возрасте 34 лет Паганини увлёкся 22-летней певицей Антонией Бьянки, которой он помогал с подготовкой сольного выступления. В 1825 у Никколо и Антонии родился сын Ахилл. В 1828 году музыкант расстался с Антонией, добившись единоличной опеки над сыном.
Много работая, Паганини давал концерты один за другим. Желая обеспечить сыну достойное будущее, он запрашивал себе огромные гонорары, так что после смерти его наследство составило несколько миллионов франков.

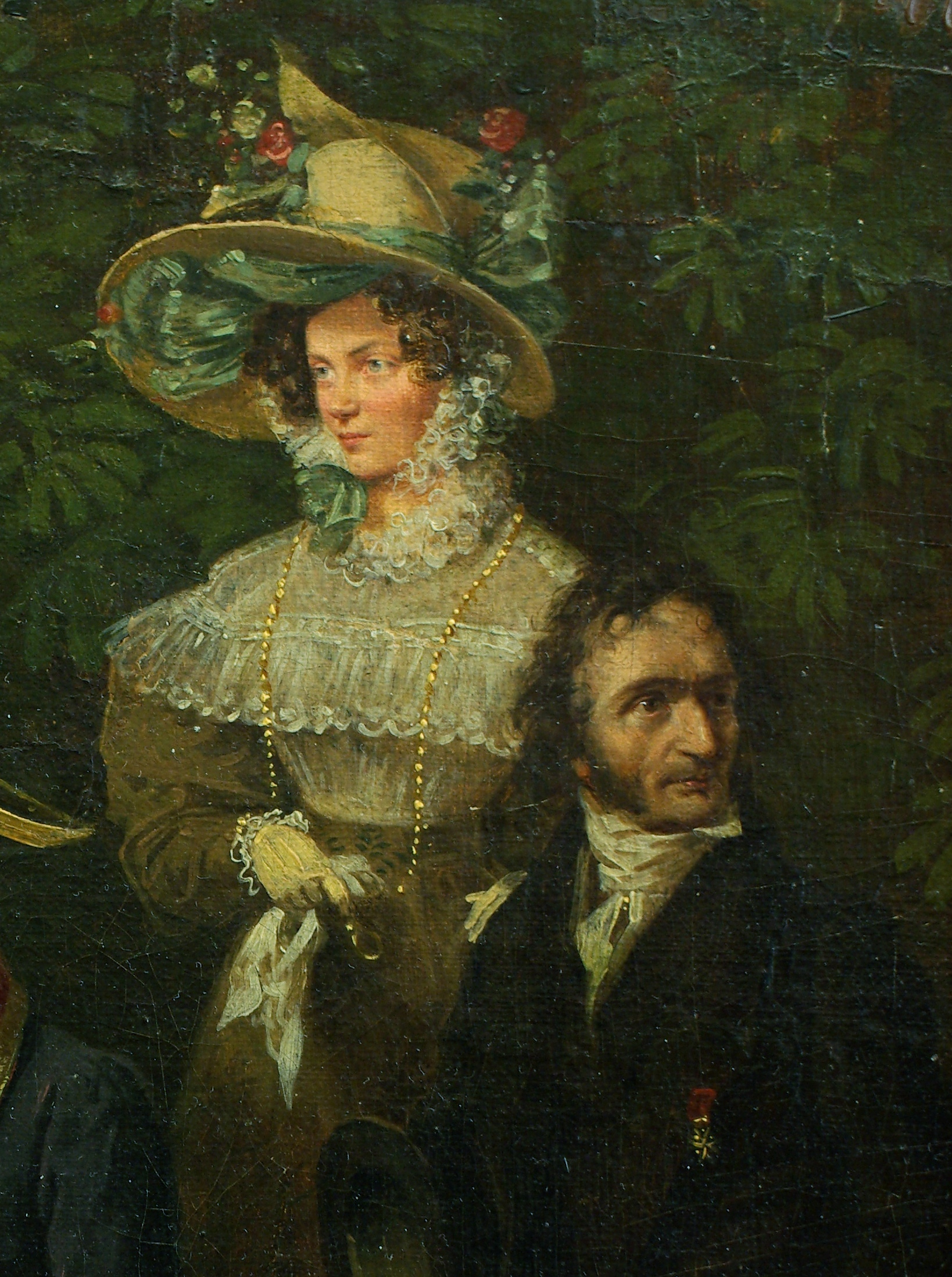
Генриетта Зонтаг и Никколо Паганини. Деталь картины Франца Крюгера (1824—1830)

### Последние годы
Постоянные гастроли и частые выступления подорвали здоровье музыканта. В сентябре 1834 года Паганини решил закончить свою концертную карьеру и вернулся в Геную. Он постоянно болел, однако в конце декабря 1837 года выступил в Ницце с тремя концертами.
На протяжении всей жизни у Паганини было множество хронических заболеваний. Хотя никаких определённых медицинских доказательств не существует, есть мнение, что у него был синдром Марфана. Несмотря на то, что скрипач прибегал к помощи именитых врачей, он не мог избавиться от недугов. В октябре 1839 года, больной и в чрезвычайно нервном состоянии, Паганини в последний раз приехал в родную Геную.
Последние месяцы своей жизни он не выходил из помещения, у него постоянно болели ноги, а болезни уже не поддавались лечению. Истощение было столь сильным, что он не мог взять в руку смычок, его сил хватало лишь на то, чтобы перебирать пальцами струны лежащей рядом скрипки.
Никколо Паганини скончался в Ницце 27 мая 1840 года.
При жизни Паганини было напечатано очень мало его сочинений, что его современники объясняли боязнью автора к обнаружению многих тайн его виртуозности. Таинственность и необычность личности Паганини вызывали предположения о его суеверности и атеизме, и епископ Ниццы — преподобный Доменико Гальвано — отказал в заупокойной мессе. Решено было перевезти останки в родной город скрипача — Геную, но и там не позволили захоронить их. Сын музыканта начал борьбу за право похоронить отца по католическим обрядам. Несколько раз останки хоронили и выкапывали вновь. Наконец, в 1876 году папа римский Пий IX дал разрешение на похороны со всеми положенными обрядами, но этот процесс затянулся на многие годы. Прах великого скрипача окончательно был захоронен в 1896 году на кладбище Пармы (Италия).
Паганини обладал драгоценной коллекцией скрипок Страдивари, Гварнери, Амати, из которых свою замечательную и наиболее любимую скрипку работы Гварнери, которую называл il cannone («пушка») за её богатое мощное звучание, завещал родному городу Генуе, не желая, чтобы какой-нибудь другой артист играл на ней. Эта скрипка стала называться Вдова Паганини.
Т. В. Берфорд, отмечая не менее важную часть скрипичного инструмента — смычок, указывала на два смычка виртуоза, хранившиеся в музее Палаццо Бьянко. Она преположила, что в пункте паганиниевского завещания, который касается скрипки, не было сделано отдельного распоряжения относительно смычка намеренно, поскольку он был ключом к некоторым профессиональным «секретам» артиста.

## Способности
Непревзойденный успех Паганини лежал не только в глубоком музыкальном даровании этого артиста, но и в необычайной технике, в безукоризненной чистоте, с которой он исполнял труднейшие пассажи, и в новых горизонтах скрипичной техники, открытых им. Работая усердно над произведениями Корелли, Вивальди, Тартини, Виотти, он сознавал, что богатые средства скрипки не вполне ещё угаданы этими авторами. Труд знаменитого Локателли «L’Arte di nuova modulazione» навёл Паганини на мысль воспользоваться разными новыми эффектами в скрипичной технике. Разнообразие красок, широкое применение натуральных и искусственных флажолетов, быстрое чередование пиццикато с арко, удивительно искусное и разнообразное применение стаккато, широкое применение двойных нот и аккордов, замечательное разнообразие применения смычка, сочинения для исполнения на струне соль, посвященная сестре Наполеона, княгине Элизе Бачокки «Любовная сцена» на струнах ля и ми — всё это приводило в удивление публику, знакомившуюся с доселе неслыханными скрипичными эффектами. Паганини был настоящим виртуозом, обладавшим в высшей степени яркой индивидуальностью, основывая свою игру на оригинальных технических приёмах, которые он исполнял с непогрешимой чистотой и уверенностью.

## Сочинения
24 каприса для скрипки соло, Op.1, 1802—1817 гг.
- № 1, ми мажор (Арпеджио)
- № 2, си минор
- № 3, ми минор
- № 4, до минор
- № 5, ля минор
- № 6, соль минор (Трель)
- № 7, ля минор
- № 8, ми-бемоль мажор
- № 9, ми мажор
- № 10, соль минор
- № 11, до мажор
- № 12, ля-бемоль мажор
- № 13, си-бемоль мажор (Смех дьявола)
- № 14, ми-бемоль мажор (Марш)
- № 15, ми минор
- № 16, соль минор
- № 17, ми-бемоль мажор
- № 18, до мажор
- № 19, ми-бемоль мажор
- № 20, ре мажор
- № 21, ля мажор
- № 22, фа мажор
- № 23, ми-бемоль мажор
- № 24, ля минор

6 сонат для скрипки и гитары, Op. 2
- № 1, ре ми мажор
- № 2, до мажор
- № 3, ре минор
- № 4, ля мажор
- № 5, ре мажор
- № 6, ля минор

6 сонат для скрипки и гитары Op. 3
- № 1, ля мажор
- № 2, соль мажор
- № 3, ре мажор
- № 4, ля минор
- № 5, ля мажор
- № 6, ми минор

15 квартетов для скрипки, гитары, альта и виолончели, Op. 4
- № 1, ля минор
- № 2, до мажор
- № 3, ля мажор
- № 4, ре мажор
- № 5, до мажор
- № 6, ре мажор
- № 7, ми мажор
- № 8, ля мажор
- № 9, ре мажор
- № 10, ля мажор
- № 11, си мажор
- № 13, фа минор
- № 14, ля мажор
- № 15, ля минор

- Концерт для скрипки с оркестром № 1, ми бемоль мажор (партия скрипки написана в ре мажоре, но её струны настраиваются на полтона выше), Op.6 (1817 г.)
- Концерт для скрипки с оркестром № 2, си минор, «La campanella», Op.7 (1826 г.)
- Концерт для скрипки с оркестром № 3, ми мажор (1830 г.)
- Концерт для скрипки с оркестром № 4, ре минор (1830 г.)
- Концерт для скрипки с оркестром № 5, ля минор (1830 г.)
- Концерт для скрипки с оркестром № 6, ми минор (1815 г.?), неоконченный, авторство последней части неизвестно
- Концерт для гитары с оркестром ля мажор
- Ведьмы (Вариации на тему из балета Франца Зюсмайера «Орех Беневенто»), Op. 8
- Интродукция с вариациями на тему «Боже, храни Короля», Op.9
- Венецианский карнавал (вариации), Op. 10
- Концертное аллегро Moto Perpetuo, соль мажор, Op. 11
- Вариации на тему Non più Mesta, Op.12
- Вариации на тему Di tanti Palpiti, Op.13
- Интродукция и вариации на тему Nel cor più non mi sento (1821 г.)
- 60 вариаций во всех строях на генуэзскую народную песню Barucaba, Op. 14 (1835 г.)
- Кантабиле, ре мажор, Op. 17
- Moto Perpetuo (Вечное движение) до мажор
- Кантабиле и вальс, Op. 19 (1824 г.)
- Соната для большого альта (вероятно, 1834)
- Вариации на струне G на тему из оперы Дж. Россини «Моисей»

## Память
- Конкурс скрипачей имени Паганини — проходит с 1954 года.

### Музыкальные произведения по мотивам сочинений Паганини
- И. Брамс, Вариации на тему Паганини.
- Э. Изаи, Вариации на тему Паганини.
- С. В. Рахманинов, Рапсодия на тему Паганини.
- Ф. Лист, 6 больших этюдов по Паганини.
- Ф. Шопен, вариации in A-dur, «Souvenir de Paganini»
- Р. Шуман, этюды на каприсы Паганини, op. 3 и op. 10.
- Луиджи Даллапиккола, «Каноническая сонатина ми-бемоль мажор на „Каприсы“ Паганини», для фортепиано
- Альфредо Казелла, «Паганиниана», для оркестра
- Витольд Лютославский, «Вариации на тему Паганини», для 2-х фортепиано (тема — Каприс Н.Паганини № 24).
- И. Беркович. Этюды на тему Паганини (тема — Каприс Н.Паганини № 24).
- Н. Мильштейн, «Паганиниана», для скрипки соло.
- Ю. Фалик Посвящение Паганини (в форме инвенции и чаконы).
- Г. Бреме, Паганиниана: Концертные этюды для Аккордеона, ор. 52.
- Группа «Ария», песня «Игра с огнём» из одноимённого альбома (использован Каприс № 24 ля-минор).
- Группа «Гран-КуражЪ», песня «Скрипка Паганини» (использован Каприс № 24 ля-минор).
- Группа Ленинград, песня «Паганини» с альбома Аврора.
- П. Нечепоренко, «Вариации на тему Паганини», для балалайки соло (тема — Каприс Н.Паганини № 24).
- Рок-Синдром, «Вариации на тему 24 каприса Паганини», для электрогитары (тема — Каприс Н.Паганини № 24).
- И. Мальмстин, песни «Prophet of Doom» и «Wolves at the Door» (использован Каприс № 24 ля-минор).
- Би-2, Манижа песня «Паганини в метро» альбома Нечётный воин IV

### В художественной литературе
- Куприн А.И. Скрипка Паганини // Полное собрание сочинений в восьми томах. — СПб.: Издание А.Ф. Маркса, 1912.
- Виноградов А.К. Осуждение Паганини. Роман. — Гослитиздат, 1936.

### В кинематографе
- Das Dreimäderlhaus (1918). Германия. Райол Ланг
- «Паганини», производство Германия, в главной роли Конрад Фейдт, 1923 г.
- Franz Schuberts letzte Liebe (1926) Германия. Отто Шмуль.
- Die lachende Grille (1926) Германия. Ханс Вашатко.
- Paganini in Venedig (1929) Германия. Андреас Вейсгербер.
- Gern hab' ich die Frau’n geküßt (1934) Германия. Иван Петрович.
- Casta diva (1935) Италия. Гуальтьеро Тумиати.
- The Divine Spark (1935) Англия. Хью Миллер
- Фантастическая симфония/ La symphonie fantastique (1942) Франция. Морис Шуц.
- Россини / Rossini (1942) Италия. Чезаре Фантони.
- Heavenly Music (1943) США. Фриц Фельд
- A Song to Remember (1945) США. Рокси Рот.
- Волшебный смычок The Magic Bow (1946) Англия. Стюарт Гренджер.
- Housle a sen (1947): Bohemian Rapture (1948) Чехословакия. Карел Достал.
- Молодость Шопена / Mlodosc Chopina (1952) Польша. Франтишек Ямры.
- Casta diva (1956) Италия — Франция. Данило Берардинелли.
- Оправдание Паганини (1969, СССР). Всеволод Якут
- Паганини / Paganini (1973) (ФРГ) Антонио Теба.
- Паганини / Paganini (1976) (Италия) Тино Ширинци.
- Никколо Паганини, СССР-Болгария, 1982 г. (Информация о фильме) В главной роли Владимир Мсрян
- Весенняя симфония / Frühlingssinfonie (1983) ФРГ. Гидон Кремер.
- Зигфрид / Zygfryd (1986) Польша. Криштоф Стопа.
- «Паганини», производство Италия — Франция, 1989 г. В главной роли и режиссёр Клаус Кински.
- Наполеон (2002) Англия — Франция. В роли Юлиан Рахлин.
- Moi, Hector Berlioz (2003) Франция. Клод Джосто.
- Паганини: скрипач дьявола (2013) Германия, Италия. В главной роли скрипач-виртуоз Дэвид Гарретт.